# Emily Warren Roebling
Emily Warren Roebling (Cold Spring, New York, 1843. szeptember 23. – Trenton (New Jersey), 1903. február 28.) amerikai építészmérnök, a Brooklyn híd építési munkálatainak felügyelője.

## Élete
Emily Warren néven született a második legfiatalabb a 12 testvér közül. 1865-ben férjhez ment Washington Roeblinghez (1837–1926). Fiuk, John A. Roebling II Mühlhausenben született egy európai utazás során.
Az apósa John A. Roebling 1867-ben kezdte a Brooklyn híd tervezését, amely a Brooklyn és Manhattan között szeli át az East Rivert New Yorkban. Az após halála után a férje építőmérnök folytatta a munkát, de 2 év múlva keszonbetegség következtében részlegesen lebénult. Emily vezette tovább a munkálatokat, és sikerült befejezni a hidat. Az 1883-as megnyitón Emily átlovagolt a hídon Chester A. Arthur elnökkel.
A híd megépítése után a New Jersey állambeli Trentonba költözött. A spanyol–amerikai háború alatt nővérként és építésvezetőként dolgozott a Long Island-i Montauk táborban.
1899-ben szerzett jogi diplomát a New York-i Egyetemen.

## Fordítás
- Ez a szócikk részben vagy egészben  az   Emily Warren Roebling című német Wikipédia-szócikk fordításán alapul.  Az eredeti cikk szerkesztőit annak laptörténete sorolja fel. Ez a jelzés csupán a megfogalmazás eredetét és a szerzői jogokat jelzi, nem szolgál a cikkben szereplő információk forrásmegjelöléseként.